# GEONExT
Geonext (notacja: {\displaystyle GEONE_{x}T}) – wolny program do geometrii napisany w Javie. Jest rozwinięty przez Lehrstuhl für Mathematik und ihre Didaktik (Wydział matematyki i jej dydaktyki) Uniwersytetu w Bayreuth w Niemczech i wypuszczony na licencji GNU General Public License.

## Historia
Rozwój zaczął się w roku 1999 pod nazwą Geonet. Na targach edukacji w Karlsruhe w 2007 rozwojowcy Geonexta, Carsten Miller i Volker Ulm wygrali nagrodę „eLearning innovation award” (D-ELINA 2007).